# Spermargarita
Spermargarita – trzecie EP zespołu the GazettE wydane w 2003 roku. Autorem tekstów piosenek jest Ruki, zaś kompozytorem utworów the GazettE.

## Lista utworów
| Nr | Tytuł                               | Czas |
| -- | ----------------------------------- | ---- |
| 1. | "LINDA ～CANDY DIVE PINKY HEAVEN～" | 4:17 |
| 2. | "Black Spangle Gang"                | 4:06 |
| 3. | "Wakaremichi" (別れ道)              | 5:22 |
| 4. | "BEST FRIENDS"                      | 4:20 |

## Informacje
- Tytuł Spermargarita jest połączeniem angielskich wyrazów "sperm" (sperma – スペルマ) i "margarita" (マルガリィタ).

Ze względu na pisownię tytułu, którego bezpośrednie tłumaczenie brzmi superumarugariita jest on często błędnie odczytywany jako "Super Margarita" albo "Spell Margarita" (Zaklęcie Margarity).
- Wakaremichi jest ponownym nagraniem utworu z pierwszego singla Wakaremichi, wydanym w 2002 roku.
- Spermargarita został ponownie wydany w 2005 roku.